# Skärsjön (Tingsås socken, Småland)
Skärsjön är en sjö i Tingsryds kommun i Småland och ingår i Bräkneåns huvudavrinningsområde. Sjön har en area på 0,282 kvadratkilometer och ligger 123 meter över havet. Vid provfiske har abborre, braxen och mört fångats i sjön.

## Delavrinningsområde
Skärsjön ingår i det delavrinningsområde (625436-145078) som SMHI kallar för Ovan Lillån. Medelhöjden är 121 meter över havet och ytan är 56,67 kvadratkilometer. Räknas de 10 avrinningsområdena uppströms in blir den ackumulerade arean 307,64 kvadratkilometer. Avrinningsområdets utflöde Bräkneån mynnar i havet. Avrinningsområdet består mestadels av skog (84 %). Avrinningsområdet har 1,8 kvadratkilometer vattenytor vilket ger det en sjöprocent på 3,2 %.